# Kanua
Kanua, Kanwa o Kanva fue un mítico rishi (sabio vidente), autor de varios himnos del Rig-veda (el texto más antiguo de la India, de mediados del II milenio a. C.).
Según el Vayasanei samjitá y el Katiaiana-srauta-sutra, era llamado hijo de Ghora y pertenecía a la familia de los anguiras (descendientes del sabio Anguira).
A veces se lo cuenta como uno de los saptarishis (‘siete sabios’).
Según el Majabhárata (texto épico-religioso del siglo III a. C.), el sabio Kanua crio a la princesa Shakuntalá como su propia hija.

## Nombre sánscrito
- kaṇva, en el alfabeto AITS (alfabeto internacional para la transliteración del sánscrito).[2]
- कण्व, en escritura devanagari del sánscrito.[2]
- Pronunciación: /kánua/.[2]
- Etimología: según el Unadi-sutra 1.151 proviene del verbo kaṇ (‘empequeñecerse, llorar, gritar, ir, acercarse, pestañear, cerrar los ojos con las pestañas o los párpados, sollozar’).[2]
  - kanwa: ‘sordo’; según el Katiaiana-srauta-sutra (10.2.35).[2]
  - kanwa: alabanza, alguien que alaba; según lexicógrafos (tales como Amara Simja, Jalaiuda, Jema Chandra, etc.).[2]
  - kanwa: alguien a quien hay que alabar; según el diccionario sánscrito Vachaspatiam, de Taranatha Tarka Vachaspati.[2]
  - kanwam: ‘pecado’, ‘maldad’; según un comentario al Unadi-sutra.[2]

## Otros Kanwa
Entre sus descendientes se cuentan:
- Kanua Narshada, mencionado en el Atharva-veda (4.19.2)
- Kanua Sraiasas, mencionado en el Taitiríia-samjita (5.4.7.5)
- Kanua Kashiapa, mencionado en el Majabhárata y el poema Shakúntala.
- Kanua, fundador de un shakha (‘rama [de estudio de los Vedas]’), o sea de una escuela de recitación de algún Veda (ya que estaba prohibido pasar por escrito los textos sagrados).
- Kanwa, nombre de varios príncipes y reyes de la antigua India.
- Kanwa, nombre de varios autores de la antigua India.
- Vásudeva Kanua: rey de la India entre el 75 y el 66 a. C.), fundador de la dinastía Kanwa.
- Dinastía Kanwa, descendientes de Vásudeva Kanwa.
- kanwa, nombre de una clase de espíritus malignos. Como encantamiento contra ellos se utiliza el himno 2.25 del Atharva-veda.